# Diócesis de Acqui
La diócesis de Acqui (en latín: Dioecesis Aquensis y en italiano: Diocesi di Acqui) es una circunscripción eclesiástica de la Iglesia católica en Italia. Se trata de una diócesis latina, sufragánea de la arquidiócesis de Turín. Desde el 19 de enero de 2018 su obispo es Luigi Testore.

## Territorio y organización

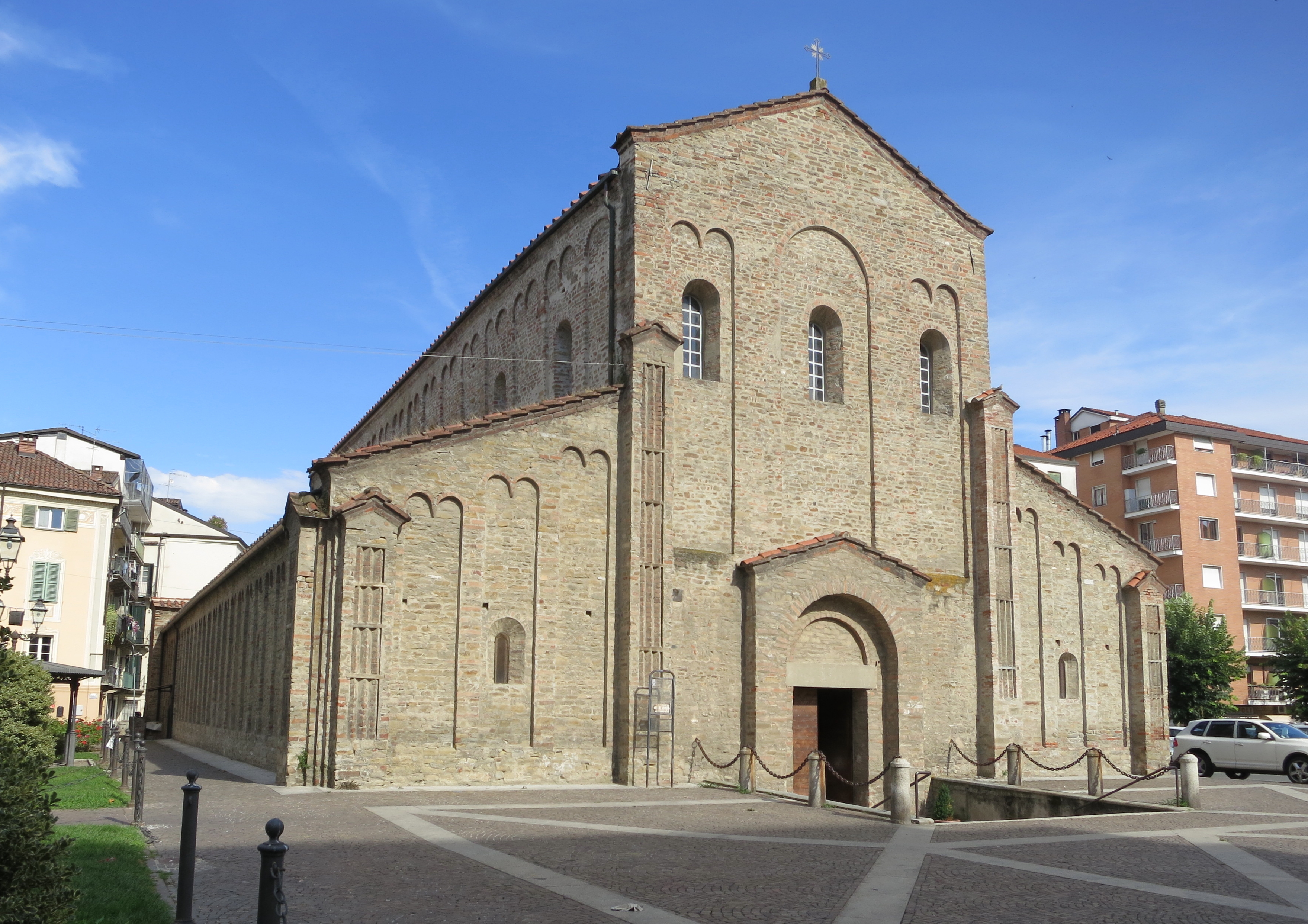
Basílica de San Pedro, en Acqui Terme

La diócesis tiene 1751 km² y extiende su jurisdicción sobre los fieles católicos de rito latino residentes en: 
- la provincia de Alessandria de la región de Piamonte las comunas de: Alice Bel Colle, Acqui Terme, Belforte Monferrato, Bergamasco, Bistagno, Carpeneto, Cartosio, Casaleggio Boiro, Cassine, Cassinelle, Castelletto d'Erro, Castelnuovo Bormida, Cavatore, Cremolino, Denice, Grognardo, Lerma, Malvicino, Melazzo, Merana, Molare, Montaldo Bormida, Montechiaro d'Acqui, Morbello, Mornese, Morsasco, Orsara Bormida, Ovada, Pareto, Ponti, Ponzone, Prasco, Ricaldone, Rivalta Bormida, Rocca Grimalda, San Cristoforo, Sezzadio, Spigno Monferrato, Strevi, Tagliolo Monferrato, Terzo, Trisobbio, Visone.
- la provincia de Asti de la región de Piamonte las comunas de: Bruno, Bubbio, Calamandrana, Canelli, Cassinasco, Castel Boglione, Castelletto Molina, Castelnuovo Belbo, Castel Rocchero, Cessole, Cortiglione, Fontanile, Incisa Scapaccino, Loazzolo, Maranzana, Moasca, Mombaldone, Mombaruzzo, Monastero Bormida, Montabone, Nizza Monferrato, Quaranti, Roccaverano, Rocchetta Palafea, San Marzano Oliveto, Serole, Sessame, Vaglio Serra, Vesime.
- la provincia de Cúneo de la región de Piamonte la comuna de Perletto.
- la ciudad metropolitana de Génova de la región de Liguria las comunas de: Campo Ligure, Masone, Rossiglione, Tiglieto.
- la provincia de Savona de la región de Liguria las comunas de: Altare, Cairo Montenotte, Carcare, Dego, Giusvalla, Mioglia, Piana Crixia, Pontinvrea, Sassello y Urbe.

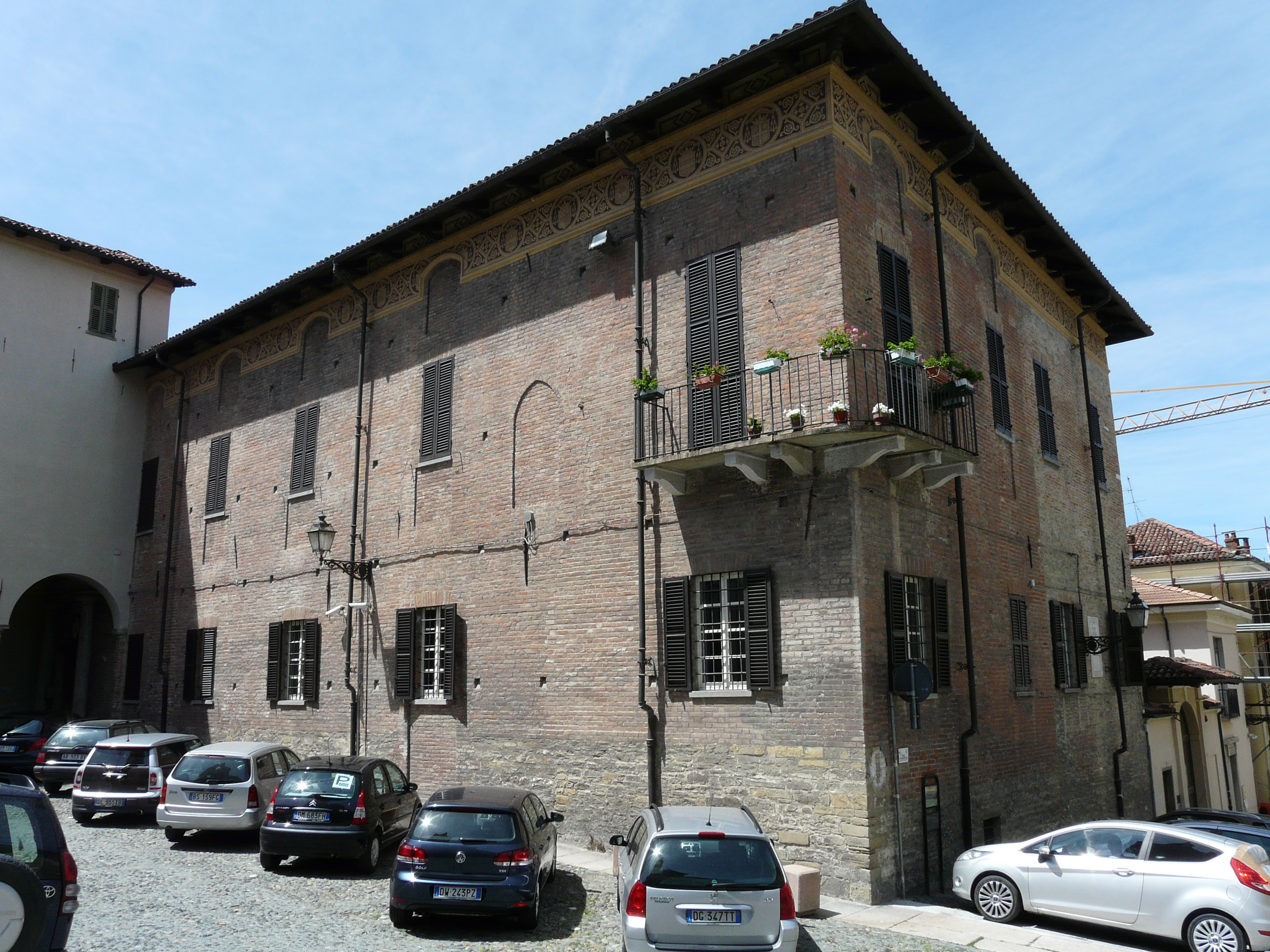
Palacio episcopal de Acqui Terme

La sede de la diócesis se encuentra en la ciudad de Acqui Terme, en donde se halla la Catedral de Nuestra Señora de la Asunción y la basílica de San Pedro.

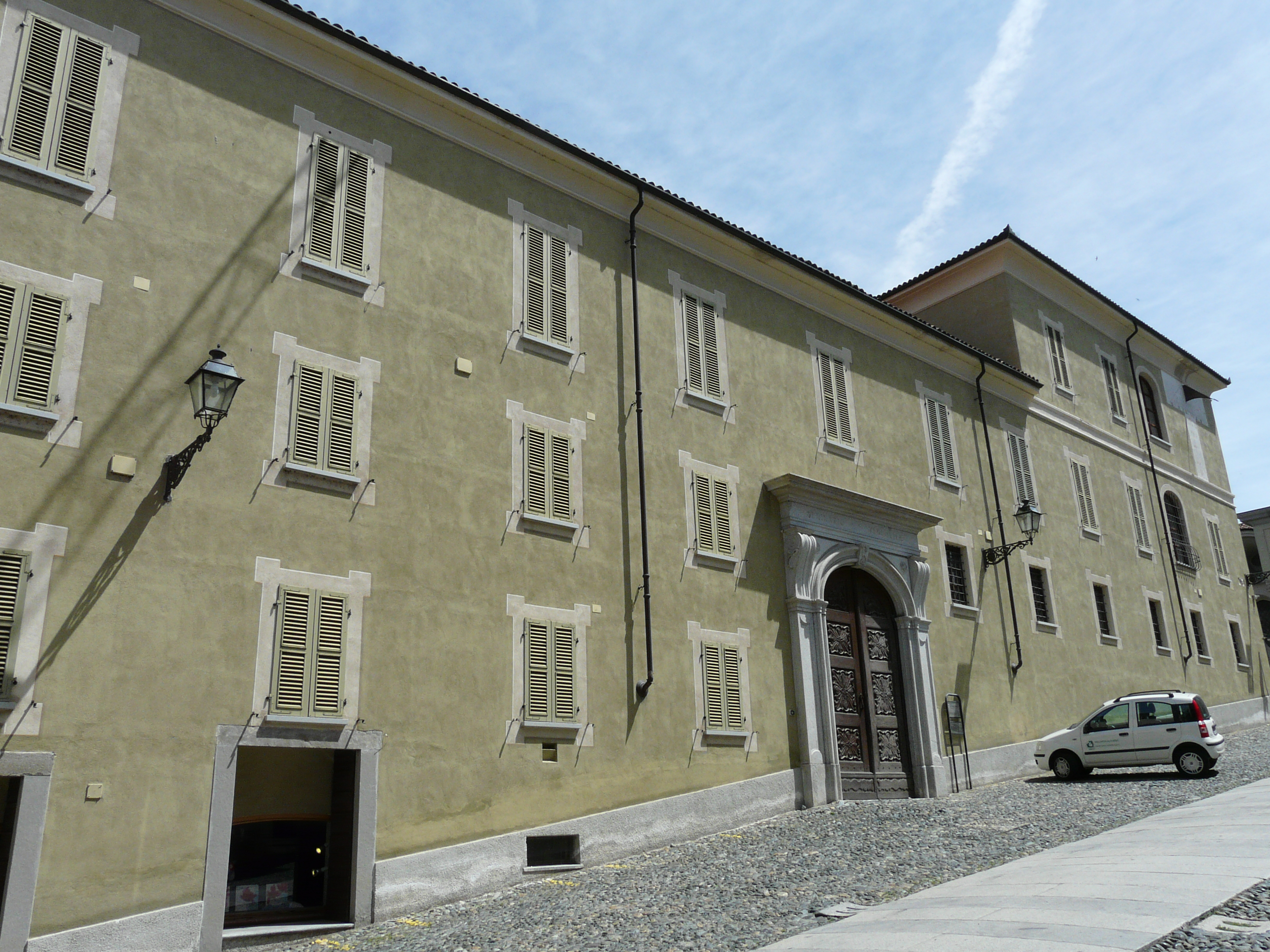
Seminario episcopal de Acqui Terme

En 2022 en la diócesis existían 115 parroquias agrupadas en 5 zonas pastorales:
- zona pastoral Acquese-Alessandrina (27 parroquias);
- zona pastoral delle Due Bormide (20 parroquias);
- zona pastoral Ovadese-Genovese (23 parroquias);
- zona pastoral di Nizza-Canelli (29 parroquias);
- zona pastoral Savonese (15 parroquias).

## Historia
La presencia de una comunidad cristiana en el siglo I la atestigua una lápida encontrada en 1660 en un cementerio de la ciudad. Las decoraciones de la catedral siguen la tradición y muestran al papa Silvestre I fundando la diócesis en el año 323; el protoobispo es san Mayorino, que siempre ha sido venerado como patrono de la diócesis. Los primeros obispos están documentados por un pergamino del siglo XI, considerado digno de fe, que ignora sin embargo a los dos únicos obispos de Acqui históricamente documentados en los ocho primeros siglos: Ditario, cuya losa sepulcral, descubierta en 1753, indica la fecha de su muerte: 488; y Valentín, que participó en el concilio romano del año 680 convocado por el papa Agatón para condenar la herejía monotelita.
Hasta el siglo V el desarrollo de la Iglesia local fue continuo, tanto es así que se puede decir que a finales de ese siglo toda la población era cristiana, pero a partir de finales del siglo V, con el inicio de las invasiones bárbaras, un período de sufrimiento que duró más de 4 siglos, sin olvidar que en 905 y 936 dos invasiones de piratas sarracenos redujeron a la población a condiciones dramáticas. Esta situación podría explicar el desfase de cuatro siglos en la lista de obispos relatada por el díptico de Acqui; de hecho, los obispos sólo se conocen desde mediados del siglo IX con Odalberto, que intervino en 844 en la coronación del rey Luis II, y con Ragano, que veinte años más tarde participó en un concilio celebrado por el metropolitano Tadone de Milán, de quien era sufragáneo el obispo de Acqui.
A partir del siglo X la serie episcopal se hizo más continua y completa. El emperador Otón I otorgó al obispo Adalgiso un diploma que definía los derechos jurisdiccionales del episcopado sobre la ciudad y el campo de Acquese; este privilegio fue repetido al obispo Benedetto en 978, a quien se le concedió jurisdicción sobre la ciudad y el territorio circundante en un radio de tres millas, y al obispo Primo en 996, con la adición de algunos castillos e iglesias parroquiales.
Según la antigua lista episcopal de Acqui, fue el obispo Primo, entre los siglos X y XI, quien inició la construcción de la nueva catedral de la ciudad, trasladándola de la iglesia extra moenia de San Pedro; la nueva catedral fue consagrada por san Guido I en 1067. En este mismo período se encuentran las primeras evidencias de una división del territorio diocesano en iglesias parroquiales.
En 1175 el papa Alejandro III erigió la diócesis de Alessandria con territorio parcialmente separado al de Acqui mediante la bula Sacrosanctae Romanae Ecclesiae. El resultado fue una larga disputa entre las dos ciudades, que se agravó en 1180 cuando el propio papa decidió unir las dos diócesis y trasladar la curia episcopal a Alessandria. Esta decisión quedó en letra muerta, al igual que la del papa Inocencio III, quien en 1205 estableció la unión aeque principaliter de las dos sedes mediante la bula Cum beatus Petrus. Cuando el obispo Ugo Tornielli decidió trasladarse a Alessandria, provocó una dura reacción del pueblo de Acqui que llevó al papa a decidir destituir a Ugo y proceder a la elección de un nuevo obispo, Anselmo. Desde este momento, hasta 1405, la diócesis de Alessandria, gobernada por un archidiácono, permaneció unida a la de Acqui, que era la única sede del obispo y de la curia diocesana.
En 1450, para elegir al nuevo obispo Tommaso Deregibus, el capítulo catedralicio tuvo que reunirse en la iglesia de Santa Maria delle Grazie en la cercana localidad de Visone, ya que una terrible epidemia de peste azotaba la ciudad.
En el siglo XVI el obispo Pietro Fauno (1558-1585) fue responsable de implementar los decretos de reforma establecidos por el Concilio de Trento, incluida la fundación del seminario episcopal en 1566. Fue intenso el intercambio epistolar entre Pedro Fauno y san Carlos Borromeo, del que emerge un cuadro de parroquias en condiciones de extrema pobreza, aunque animadas por un intenso fervor religioso.
En el período comprendido entre 1625 y 1648 la invasión de franceses y españoles y sus luchas por el control del territorio provocaron un empeoramiento de la situación económica local y la epidemia de peste de 1630 y 1631 diezmó la población. En este período surgió la figura del obispo Gregorio Pedroca que se dedicó al cuidado de los apestados, hasta el punto de verse contagiado por ellos.
El obispo Carlo Antonio Gozzano (1675-1721) obtuvo del emperador Leopoldo I, mediante un diploma fechado el 23 de marzo de 1699, la confirmación de varios privilegios concedidos por los emperadores a sus predecesores, incluido el del título de Principe del Sacro Romano Impero, en realidad nunca concedido por ningún soberano anteriormente. Por tanto, en virtud de este diploma, el título, fundado inicialmente sobre la base de una lectura engañosa de los diplomas medievales, se volvió legítimo.
En el siglo XVIII, el obispo Carlo Giuseppe Capra (1755-1772) hizo construir el nuevo seminario de la diócesis, al que dotó de una rica colección de libros, que constituye la base de la biblioteca diocesana que lleva su nombre.
Con motivo de la reorganización de las diócesis piamontesas deseada por Napoleón Bonaparte, que llevó a la supresión de 9 diócesis, la sede de Acqui, mediante el breve Gravissimis causis del papa Pío VII del 1 de junio de 1803, amplió su territorio en detrimento de las diócesis vecinas y al mismo tiempo pasó a formar parte de la provincia eclesiástica de la arquidiócesis de Turín. El 17 de julio de 1817 la diócesis volvió, con algunas variaciones, a sus fronteras anteriores, cuando el papa Pío VII restableció las diócesis suprimidas en 1803 mediante la bula Beati Petri.
A lo largo de los siglos han surgido figuras muy importantes dentro de la diócesis y de la Iglesia universal: Carlo Capra, fundador del orfanato; los santos Pablo de la Cruz, fundador de los Padres Pasionistas, María Domenica Mazzarello, cofundadora de las Hijas de María Auxiliadora y José Marello Vialle, fundador de los Oblatos de San José; la beata Teresa Bracco, Chiara Badano y el venerable Paolo Pio Perazzo.

## Estadísticas
Según el Anuario Pontificio 2023 la diócesis tenía a fines de 2022 un total de 128 000 fieles bautizados.
| Año                                                                             | Población            | Población | Población      | Sacerdotes | Sacerdotes    | Sacerdotes    | Bautizados por sacerdote | Diáconos permanentes | Religiosos | Religiosos | Parroquias |
| Año                                                                             | Bautizados católicos | Total     | % de católicos | Total      | Clero secular | Clero regular | Bautizados por sacerdote | Diáconos permanentes | Varones    | Mujeres    | Parroquias |
| ------------------------------------------------------------------------------- | -------------------- | --------- | -------------- | ---------- | ------------- | ------------- | ------------------------ | -------------------- | ---------- | ---------- | ---------- |
| 1950                                                                            | 179 800              | 180 000   | 99.9           | 344        | 285           | 59            | 522                      |                      | 50         | 230        | 147        |
| 1959                                                                            | 173 750              | 174 000   | 99.9           | 286        | 259           | 27            | 607                      |                      | 27         | 218        | 145        |
| 1970                                                                            | 164 103              | 164 530   | 99.7           | 255        | 215           | 40            | 643                      |                      | 43         | 641        | 150        |
| 1980                                                                            | 150 500              | 151 100   | 99.6           | 194        | 166           | 28            | 775                      | 1                    | 34         | 435        | 152        |
| 1990                                                                            | 142 000              | 143 000   | 99.3           | 178        | 149           | 29            | 797                      |                      | 31         | 390        | 115        |
| 1999                                                                            | 143 360              | 145 288   | 98.7           | 148        | 127           | 21            | 968                      | 4                    | 21         | 313        | 115        |
| 2000                                                                            | 143 200              | 145 120   | 98.7           | 151        | 124           | 27            | 948                      | 4                    | 29         | 315        | 115        |
| 2001                                                                            | 142 500              | 144 950   | 98.3           | 147        | 120           | 27            | 969                      | 4                    | 28         | 313        | 115        |
| 2002                                                                            | 141 450              | 145 830   | 97.0           | 144        | 117           | 27            | 982                      | 4                    | 28         | 308        | 115        |
| 2003                                                                            | 140 823              | 146 420   | 96.2           | 143        | 118           | 25            | 984                      | 5                    | 26         | 296        | 115        |
| 2004                                                                            | 141 506              | 145 488   | 97.3           | 145        | 116           | 29            | 975                      | 5                    | 30         | 344        | 115        |
| 2006                                                                            | 137 000              | 145 000   | 94.5           | 135        | 113           | 22            | 1014                     | 8                    | 22         | 349        | 115        |
| 2012                                                                            | 144 600              | 152 000   | 95.1           | 101        | 93            | 8             | 1431                     | 16                   | 8          | 351        | 115        |
| 2015                                                                            | 148 500              | 156 100   | 95.1           | 103        | 95            | 8             | 1441                     | 16                   | 8          | 351        | 115        |
| 2018                                                                            | 139 000              | 145 270   | 95.7           | 101        | 83            | 18            | 1376                     | 21                   | 18         | 200        | 115        |
| 2020                                                                            | 128 550              | 140 475   | 91.5           | 100        | 83            | 17            | 1285                     | 23                   | 19         | 200        | 115        |
| 2022                                                                            | 128 000              | 136 777   | 93.6           | 93         | 76            | 17            | 1376                     | 20                   | 18         | 156        | 115        |
| Fuente: Catholic-Hierarchy, que a su vez toma los datos del Anuario Pontificio. |                      |           |                |            |               |               |                          |                      |            |            |            |

## Episcopologio
El catálogo más antiguo de los obispos de Acqui está contenido en un pergamino, hoy perdido, de la segunda mitad del siglo XI y reproducido en el siglo XVII por el obispo Gregorio Pedrocca en una obra que quedó manuscrita, la Solatia Chronologica Sacrosanctae Ecclesiae Aquensis, conservada en el archivo episcopal de la diócesis. El díptico recoge una lista de 17 obispos desde Maggiorino hasta Guido I, con un intervalo de unos 400 años entre Adeodato y Sedaldo, rellenada por historiadores locales con nombres de obispos documentados históricamente gracias a otras fuentes, pero también con nombres de obispos de dudosa autenticidad.
- San Maggiorino † (siglo IV)
- Massimo †
- Severo †
- Andrea †
- Adeodato †
- Ditario † (?-26 de enero de 488 falleció)[nota 2]
- Sedaldo? † (siglo VI)
- Primo? † (siglo VI)[nota 3]
- Valentino † (mencionado en 680)[nota 4]
- Tito? † (siglo VIII)[nota 5]
- Odalberto † (mencionado en 844)
- Ragano † (mencionado en 864)
- Bodone † (antes de 876-después de mayo de 891)
- Sedaldo † (al tiempo del papa Formoso)
- Badone? † (siglo X)[nota 6]
- Dodone † (inicio del siglo X)
- Restaldo † (mencionado en 936)[nota 7]
- Adalgiso † (antes de 945-después de 952)
- Gotofredo † (antes de 967-después de 969)
- Benedetto † (abril/mayo de 975-después del 17 de abril de 978 falleció)
- Arnaldo † (circa 978-24 de junio de 989 falleció)
- Primo II † (7 de diciembre de 989-23 de marzo de 1018 falleció)
- Brunengo † (29 de junio de 1018-3 de noviembre de 1022 falleció)
- Dudone † (25 de enero de 1023-15 de enero de 1033 falleció)
- San Guido I † (marzo de 1034-2 de junio de 1070 falleció)
  - Sede vacante (1070-ca. 1073)[nota 8]
- Alberto † (antes del 13 de octubre de 1073-después del 4 de julio de 1079)
- Anónimo † (documentado como episcopus electus el 3 de noviembre de 1079)[nota 9]
- Azzone † (antes del 7 de abril de 1098-después de diciembre de 1135)[nota 10]
- Uberto di Melegnano † (circa 1136-julio? de 1148 depuesto)
- Enrico † (mencionado en agosto de 1149)
- Guglielmo † (mencionado en enero de 1161)
- Galdino o Gaudino † (mencionado entre 1167 y 1176)[nota 11]
- Uberto II † (antes de agosto de 1177-después de agosto de 1181)
- Ugo Tornielli † (antes del 11 de noviembre de 1183-noviembre de 1213 renunció)
- Anselmo I † (antes de agosto de 1215-después de noviembre de 1226)
- Ottone I † (antes de agosto de 1231-23 de diciembre de 1238 renunció)
- Giacomo di Castagnole † (1239-12 de enero de 1240 renunció)
- Guglielmo II † (circa 1240[nota 12]-después del 10 de mayo de 1251)
- Alberto dei marchesi di Incisa † (antes del 27 de agosto de 1251-antes del 27 de noviembre de 1251[nota 13] renunció)
- Enrico † (29 de abril de 1252-después del 24 de mayo de 1258 falleció)
- Alberto II † (antes del 29 de noviembre de 1258-después del 9 de diciembre de 1270 falleció)[nota 14]
- Bandino o Baudicio † (antes del 7 de agosto de 1276[nota 15]-1277 renunció o falleció)
  - Tommaso da Camona † (1277-1277 falleció) (obispo electo)[nota 16]
  - Sede vacante (1277-1283)[nota 17]
- Oglerio (o Oggero Cellino) † (antes de agosto de 1283-después del 7 de noviembre de 1304 falleció)[nota 18]
- Oddone Belingeri † (antes del 24 de junio de 1305-después de enero de 1333[12])
- Ottobono del Carretto † (mencionado en 1340)[nota 19]
- Guido II dei Marchesi di Incisa † (18 de julio de 1342-después de 1367)
- Evordo? † (mencionado el 8 de marzo de 1369)
- Giovanni? † (mencionado el 16 de febrero de 1370)
- Giacomo dei Marchesi di Incisa † (11 de mayo de 1373-después del 6 de septiembre de 1373 falleció)[nota 20]
- Francesco † (21 de noviembre de 1373-? falleció)
  - Corrado Malaspina, O.F.M. † (10 de septiembre de 1380-?) (antiobispo)
- Beroaldo † (mencionado en 1382)
- Valentino † (mencionado en 1388)[nota 21]
  - Guido † (1400-?) (antiobispo)
  - Roberto † (1403-?) (antiobispo)
- Enrico Scarampi † (febrero de 1396-10 de abril de 1403 nombrado obispo de Feltre y Belluno)
- Bonifacio da Corgnato, O.F.M. † (5 de mayo de 1403-?)[nota 22]
- Percivalle Sigismondo † (10 de julio de 1408-? falleció)
- Matteo Gisalberti † (24 de septiembre de 1423-? falleció)[nota 23]
- Bonifacio II di Sigismondo † (8 de agosto de 1437-circa 1450 falleció)
- Tommaso de Regibus † (14 de octubre de 1450-11 de febrero de 1483 falleció)
- Costantino Marenco † (20 de febrero de 1484-1497 falleció)
- Ludovico Bruno † (9 de enero de 1499-1508 falleció)
- Domenico Solino † (28 de julio de 1508-? falleció)[nota 24]
- Giovanni Vincenzo Carafa † (31 de agosto de 1528-? renunció)
- Pierre van der Vorst (Vorstius) † (20 de febrero de 1534-8 de diciembre de 1548 falleció)[13]
- Bonaventura Fauni-Pio, O.F.M.Conv. † (9 de abril de 1549-1558 renunció)
- Pietro Fauno di Costacciara † (23 de marzo de 1558-1585 renunció)
- Giovanni Francesco Biandrate di San Giorgio Aldobrandini † (12 de agosto de 1585-1598 renunció)
- Camillo Beccio, C.R.L. † (25 de noviembre de 1598-1620 falleció)
- Gregorio Pedrocca, O.F.M. † (16 de noviembre de 1620-1632 falleció)
- Felice Crocca (o Crova), O.F.M.Conv. † (7 de julio de 1632-1645 falleció)
  - Clemente dalla Chiesa † (1645-1647 falleció) (obispo electo)
- Giovanni Ambrogio Bicuti (o Beccuti) † (27 de mayo de 1647-10 de marzo de 1675 falleció)
- Carlo Antonio Gozzano † (30 de septiembre de 1675-11 de diciembre de 1721 falleció)
  - Sede vacante (1721-1727)
- Giambattista Roero di Pralormo † (1 de octubre de 1727-3 de febrero de 1744 nombrado arzobispo de Turín)
- Alessio Ignazio Marucchi † (13 de abril de 1744-13 de mayo de 1754 falleció)
- Carlo Giuseppe Capra † (17 de febrero de 1755-22 de diciembre de 1772 falleció)
- Giuseppe Anton Maria Corte, O.E.S.A. † (13 de septiembre de 1773-18 de julio de 1783 nombrado obispo de Mondovì)
- Carlo Luigi Buronzo del Signore † (20 de septiembre de 1784-26 de septiembre de 1791 nombrado obispo de Novara)
  - Sede vacante (1791-1797)
  - Carlo Giuseppe Compans de Bichanteau † (20 de julio de 1796-25 de agosto de 1796 falleció) (obispo electo)[nota 25]
- Giacinto della Torre, O.E.S.A. † (24 de julio de 1797-26 de junio de 1805 nombrado arzobispo de Turín)
- Maurice-Jean Madeleine de Broglie † (26 de junio de 1805-3 de agosto de 1807 nombrado obispo de Gante)
- Luigi Antonio Arrighi de Casanova † (3 de agosto de 1807-29 de diciembre de 1809 falleció)
  - Sede vacante (1810-1817)'[nota 26]
- Carlo Giuseppe Maria Sappa de Milanes † (1 de octubre de 1817-25 de diciembre de 1834 falleció)
- Luigi Eugenio Contratto, O.F.M.Cap. † (21 de noviembre de 1836-6 de diciembre de 1867 falleció)
  - Sede vacante (1867-1871)
- Giuseppe Maria Sciandra † (27 de octubre de 1871-25 de mayo de 1888 falleció)
- San José Marello Vialle † (11 de febrero de 1889-30 de mayo de 1895 falleció)
- Pietro Balestra, O.F.M.Conv. † (29 de noviembre de 1895-17 de diciembre de 1900 nombrado arzobispo de Cagliari)
- Disma Marchese † (15 de abril de 1901-26 de noviembre de 1925 falleció)
- Lorenzo Delponte † (14 de mayo de 1926-18 de diciembre de 1942 falleció)
- Giuseppe Dell'Omo † (12 de mayo de 1943-1 de julio de 1976 retirado)
- Giuseppe Moizo † (1 de julio de 1976 por sucesión-2 de febrero de 1979 falleció)
- Livio Maritano † (30 de junio de 1979-9 de diciembre de 2000 retirado)
- Pier Giorgio Micchiardi (9 de diciembre de 2000-19 de enero de 2018 retirado)
- Luigi Testore, desde el 19 de enero de 2018